# 弗朗茨·冯·格罗特胡森

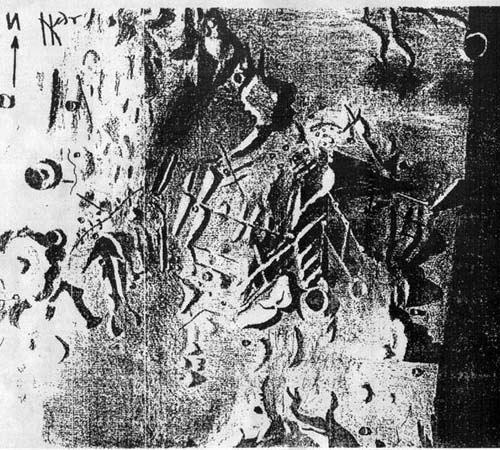
格罗特胡森绘制的位于月球施罗特陨石坑以北的沃尔沃克城。

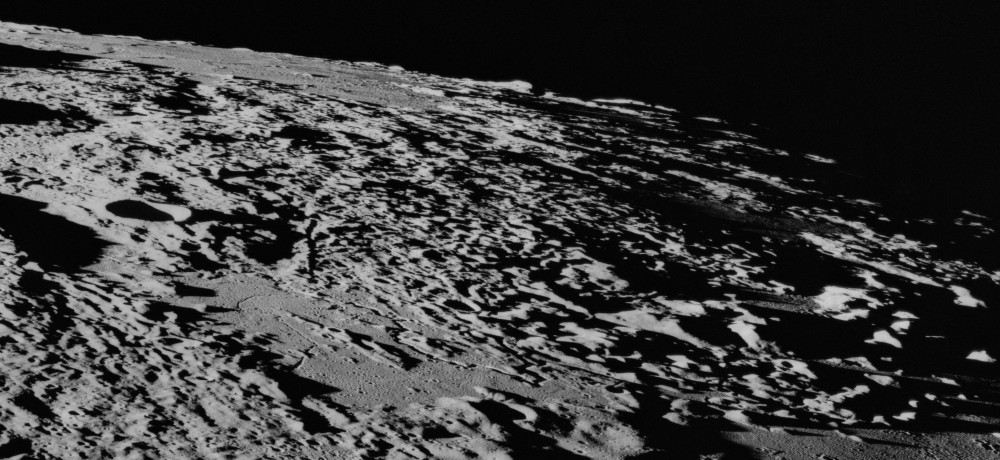
月球上所谓的“沃尔沃克城”周边，左边是卫星坑波得 B、施勒特尔陨石坑靠近地平线中央，美国阿波罗17号指令/服务舱拍摄的南向视图。从左边照射到地面的阳光，就像为观察沃尔沃克特征时所打的照明光，然而所看到的只有低矮、自然形成的山丘。

弗朗茨·冯·保拉·格罗特胡森男爵（德語：Franz von Paula Gruithuisen，1774年3月19日—1852年6月21日），是一位巴伐利亚医生暨天文学家，在1826年成为慕尼黑大学天文学教授前，他主要教授医学。
在从事医学研究和教学期间，他就因泌尿外科及碎除结石方面的贡献而闻名，曾开发出一些较为安全地排除膀胱结石的方法，他使用过的器械成为后来标准的医疗器具。
与同时代及之前的其他人一样，格罗特胡森也相信月球适宜居住。他对月球所作的多次观察坚定了他的这一信念，包括他声称在施罗特陨石坑北面崎岖的地形上发现了一座被他称之为沃尔沃克（Wallwerk）的城池。该区域确实分布有一系列呈鱼刺状排列的笔直山脊，从当时他所用的小型折射望远镜中看去，可能类似于街道建筑物。他在1824年公布了这一观察，但当时的天文学家却对此持怀疑态度，因为其观点很容易被功能更强的观察器具所驳倒。
格罗特胡森还因发现了金星边沿上的灰光而出名，并首次提出了月球上的陨石坑是由流星撞击所造成。他提出由于比地球更靠近太阳，金星上的丛林比巴西生长得还要快，因此，居民们燃放焰火庆祝—导致金星上出现了灰光。
他去世前不久，就居住在慕尼黑布林纳街24号。
月球上的格罗特胡森陨石坑就是以他的名字命名的。

## 参引资料
- Baum, Richard. . 英国天文协会期刊. 1995, 105 (3): 144–147  [2012年9月13日]. Bibcode:1995JBAA..105..144B.
- 《月球史诗-望远镜时代的月球探险史》, William P. Sheehan and Thomas A. Dobbin, Willmann-Bell, Inc., 2001, ISBN 0-943396-70-0.
- 《弗朗茨·冯·保拉·格罗特胡森（1774年-1852年）：结石碎除术和天文学先驱，逝世150周年纪念》, Zajaczkowski, Zamann, and Rathert, World Journal of Urology, Vol. 20, No. 2003年5月6日.

1. ↑  Paul Maucher: Alphabetic register of house owners 1849-1851 的存檔，存档日期2009-03-06., p. 19.
2. ↑  . International Plant Names Index.